# 瑟索拉區

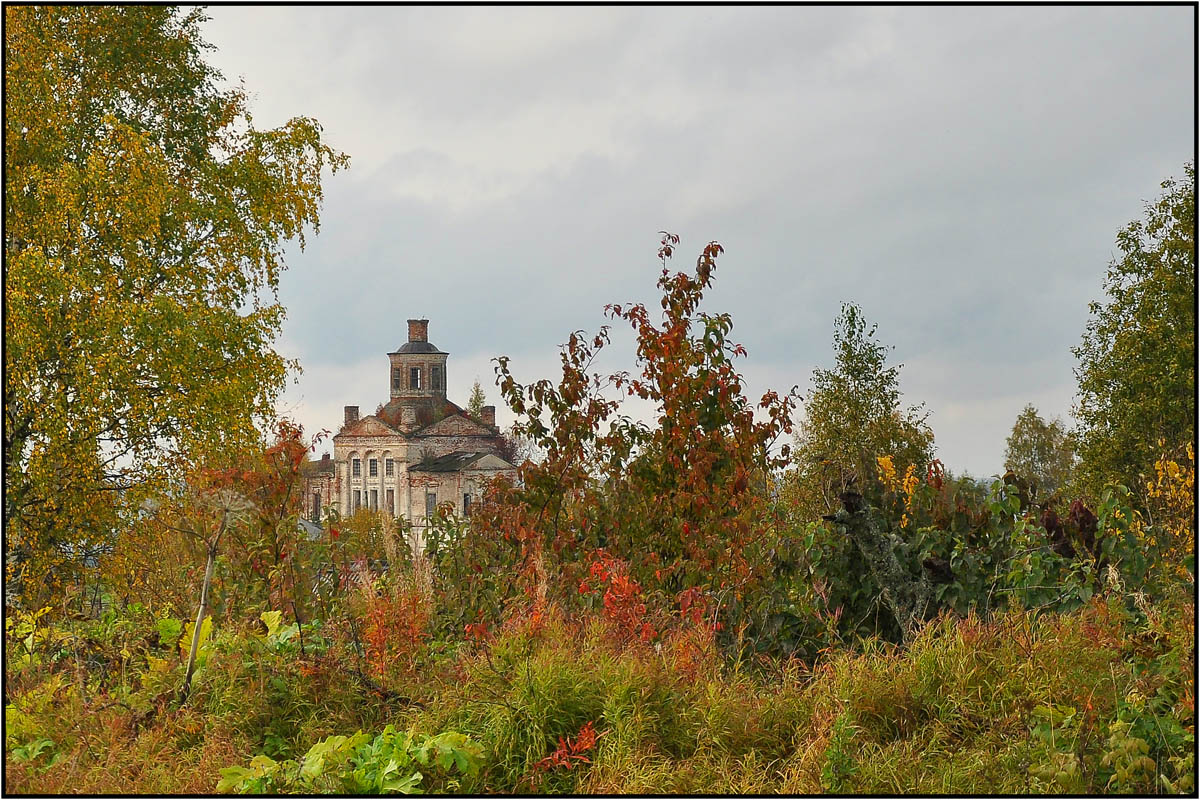

61°05′N 50°05′E / 61.083°N 50.083°E
瑟索拉區（俄语：Сысольский район），是俄羅斯的一個區，位於該國西北部，由科米共和國負責管轄，面積6,250平方公里，2010年人口13,956，人口密度每平方公里2.23人。